# Shang Wenjie
Shang Wenjie (chino: 尚雯婕, pinyin: Shang Wenjie o Laure Shang, nacida el 22 de diciembre de 1982 en Shanghái), es una cantante china, que ganó tras participar en un concurso de canto en el programa de, Super Girls (chino: 超级 女声) or Girl Voice super. Ella también fue ganadora, tras participar en un concurso de canto en el "MusicRadio Top Annual Ceremony".

## Carrera
Laure Shang interpreta temas musicales cantados en tres idiomas como en francés, inglés y su lengua materna el chino. Ella es un representante de la Mandopop. En 2010, interpretó un tema musical para una película llamada "Aftershock du", que fue dirigida por el reconocido director de cine chino, Feng Xiaogang.

## Discografía

### Álbumes y EP (extended plays)
| Álbum                      | Información del álbum                                                                              | Lista |
| -------------------------- | -------------------------------------------------------------------------------------------------- | --- |
| 1st EP                     | À la claire fontaine (梦之浮桥) - Released: 6 June 2007 - Label: Huayi Brothers                    | Ver listaTracklisting 1. 梦之浮桥 2. 有了爱 3. 倾城 4. À la claire fontaine |
| 1st Studio                 | Beneath Van Gogh's Starry Sky (在梵高的星空下) - Released: 22 October 2007 - Label: Huayi Brothers | Ver listaTracklisting 1. 我 2. 小快乐 3. 在梵高的星空下 4. 柳暗花明 5. 3号楼211 6. 插曲 7. 一大片天空 8. 你 9. 阅读过去 10. 远远的，远远 |
| 1st Cover                  | About Us (关于我们) - Released: 25 December 2007 - Label: Huayi Brothers                           | Ver listaTracklisting 1. 芝麻开门 2. 雪夜狂想曲 3. 海在不远处唱歌 4. 两个下雪的夜 5. Merry Christmas 6. Season in the sun 7. 在世界心中呼唤爱 8. Try to Remember 9. White Christmas 10. 悲伤华尔兹 |
| 2nd Studio                 | Time Lady (时代女性) - Released: 10 October 2009 - Label: Huayi Brothers                           | Ver listaTracklisting 1. Intro(法语) 2. 当你想起我 3. 夜玫瑰 4. 我想我是你的女人 5. 什么?什么! 6. 永不停歇 7. Si Tu M'aimes(只要你爱我) 8. 劳拉的星星 9. 恋爱超娱乐 - 尚雯婕\杨坤 10. Amis 阿蜜(法语) 11. Outro(法语) |
| 3rd Studio                 | Fashion Icon (全球风靡) - Released: 18 November 2010 - Label: Huayi Brothers                       | Ver listaTracklisting 1. 连卡佛小姐 2. S.O.S 3. 活出美丽 4. 候鸟 5. 不能承受的爱 6. 天亮后分手 7. 妈妈 8. 我们的歌 9. 甜蜜的旅程 10. 23秒32年 |
| 1st Remix (International)  | Ma Puce - Released: 21 December 2010 - Label: Huayi Brothers                                       | Ver listaTracklisting 1. 小姐连卡佛（remix版） 2. S.O.S（remix版） 3. 活出美丽（ZUGE Remix） 4. Girl（Bonus Track） |
| 4th Studio (International) | Nightmare - Released: 24 January 2011 - Label: Huayi Brothers                                      | Ver listaTracklisting 1. Lonely lullaby 夜 2. Love Warrior 战 3. Nightmare 魔 4. Ms. Lane Crawford 尚 5. Girl 女 6. S.O.S 救 7. Live Beautifully 臣 8. Je passe ma vie à t'attendre 合 9. We will fly 飞 |
| 5th Studio (International) | in - Released: 28 August 2011 - Label: Huayi Brothers                                              | Ver listaTracklisting 1. Underneath 暗流 2. Imagination 荒谬的爱 3. Where is My Soul 灵魂的去向 4. Addiction 沉迷 5. To McQueen 倾慕者的幻想 6. Asura 阿修罗 7. Forbidden Love 紧箍咒 8. The Way ！am 我就这样 9. La Muse de la Nuit 夜之缪斯 |
| 1st Demo (International)   | w in win (w in 赢) - Released: 21 December 2011 - Label: Huayi Brothers                            | Ver listaTracklisting 1. Lonely lullaby 夜 2. Love warrior 战 3. Nightmare 魔 4. underneath 暗流 (demo) 5. Imagination 荒谬的爱 (demo) 6. Where is my soul 灵魂的去向 (demo) 7. Addiction 沉迷 (demo) 8. To McQueen 倾慕者的幻想 (demo) 9. 阿修罗Asura (demo) 10. Love Warrior 战 (demo) 11. 紧箍咒 Forbidden Love (demo) 12. 闷 Marre (demo) 13. Amazing Life 稳赢 14. 时装L'Officiel 15. A L'Officiel 致 时装 16. To McQueen 倾慕者的幻想 (Daniel Merlot Remix) 17. Black Swan 魔之重生 (instruments) 18. La Muse de la nuit 夜之缪斯 |
| 2nd EP (International)     | Before The Doom - Released: 20 July 2012 - Label: Huayi Brothers                                   | Ver listaTracklisting 1. Before The Doom 2. Quand Tu Es Dans Un Tunnel 3. Redemption 4. J’ai Une Histoire à Vous Raconter 5. Construire Pour Détruire |
| 6th Studio (International) | Ode To The Doom - Released: 22 August 2012 - Label: Huayi Brothers                                 | Ver listaTracklisting Disc 1 1. Before The Doom (世界落日) 2. Perfect Night (最后一夜) 3. Useless Love (废弃的爱) 4. Redemption (救赎) 5. Atypical (异类) 6. Ma Bulle (气泡) 7. Cageling (鹦鹉) 8. Predestination (宿命论) 9. Back to The World (凯旋) Disc 2 1. Quand Tu Es Dans Un Tunnel (当你被困在地道中) 2. Atypical Fairy Tale (格林童话) 3. J’ai Une Histoire à Vous Raconter (我要为你讲一个故事) 4. Construire Pour Détruire (建造，是为了毁灭。) 5. Ode to The Doom (最后的赞歌) 6. The Faith (最终信仰)                     |

### Singles
- 《Quand je me regarde》(song for the film If You Are the One)/Release: 2008/ Huayi Brothers/ China
- 《Our Song》(with Jean-Francois Maljean)/ Release: Jun. 12th, 2010/ Huayi Brothers/ China
- 《23 seconds，32 years》(promotion song for Aftershock (film))/Release: Jun. 23rd, 2010/ Huayi Brothers/ China

- Self Questions and Answers (自雯自答) - 18 October 2008
- Love that was Stolen (被偷走的爱) ft. Chen Chusheng - 26 August 2010
- J’y crois encore along with Lara Fabian - 21 February 2011
- Grasping Happiness for You (把幸福给你) - 4 August 2011
- To McQueen (Daniel Merlot Remix) - 12 October 2011
- A L'OFFICIEL Delicate Fashionable (A L'OFFICIEL 致 时装) 15 October 2011
- O-Ley-O - 8 March 2012
- atypical - 25 June 2012
- Atypical Fairy Tale - 2 August 2012
- Ma Bulle & Cageling - 9 August 2012

### Conciertos
- Share With Laure·Beijing(尚佳分享·尚雯婕2008北京演唱会) Mar.1st, 2008
- Share With Laure·ShenZhen(唇感受·心聆听·尚雯婕2008深圳演唱会) Oct.18th, 2008
- Share With Laure·ShangHai(天籁倾城·尚雯婕2009上海交响音乐会) Jan.9th, 2009
- 三色艾雷迪·ShangHai(尚雯婕2009全国巡演·北京中山音乐堂) Nov.13th, 2009
- 三色艾雷迪·ShangHai(尚雯婕2009全国巡演·成都锦城艺术宫) Nov.28th, 2009
- 三色艾雷迪·ShangHai(尚雯婕2009全国巡演·上海东方艺术中心) Dec.6th, 2009
- 三色艾雷迪·ShangHai(尚雯婕2009全国巡演·广州中山纪念堂) Dec.12th, 2009

### Libro
- Walk With Dream—Laure at France(与梦平行-小三儿在法兰西)

### Translacióm
- La petite fille de Monsieur Linh(林先生的小孙女) /Author:Philippe Claudel /Release: Jan. 1st, 2009/YiLin Press/ China